# Sous-régions du Portugal
Depuis 2024, le Portugal compte 26 sous-régions (en portugais : sub-regiões), réparties en 24 sous-régions continentales et 2 régions insulaires autonomes.

## Statut
Les sous-régions sont des unités statistiques de niveau 3 de la nomenclature des unités territoriales statistiques européenne (NUTS3). À ce titre, elles figurent en annexe au règlement (CE) no 1059/2003 du 26 mai 2003 relatif à l'établissement d'une nomenclature commune des unités territoriales statistiques (NUTS).

## Sous-régions actuelles (depuis 2024)

Carte des régions et sous-régions du Portugal depuis 2024.

En 2024, les contours des régions et sous-régions sont à nouveau modifiés. Le nombre de sous-régions passe de 25 à 26.
| Région                  | Sous-région                                                | Nombre de municipalités | Pop. (2023) |
| ----------------------- | ---------------------------------------------------------- | ----------------------- | ----------- |
| Nord                    | Haut Minho (Alto Minho)                                    | 10                      | 234 215     |
| Nord                    | Cávado (Cávado)                                            | 6                       | 429 833     |
| Nord                    | Ave (Ave)                                                  | 8                       | 422 464     |
| Nord                    | Aire métropolitaine de Porto (Área Metropolitana do Porto) | 17                      | 1 802 664   |
| Nord                    | Haut Tâmega et Barroso (Alto Tâmega e Barroso)             | 6                       | 83 669      |
| Nord                    | Tâmega et Sousa (Tâmega e Sousa)                           | 11                      | 409 348     |
| Nord                    | Douro (Douro)                                              | 19                      | 184 195     |
| Nord                    | Terras de Trás-os-Montes (Terras de Trás-os-Montes)        | 9                       | 107 473     |
| Centre                  | Région d'Aveiro (Região de Aveiro)                         | 11                      | 384 689     |
| Centre                  | Région de Coimbra (Região de Coimbra)                      | 19                      | 446 982     |
| Centre                  | Région de Leiria (Região de Leiria)                        | 10                      | 297 222     |
| Centre                  | Viseu Dão Lafões (Viseu Dão Lafões)                        | 14                      | 256 810     |
| Centre                  | Beira Baixa (Beira Baixa)                                  | 8                       | 100 036     |
| Centre                  | Beiras et Serra da Estrela (Beiras e Serra da Estrela)     | 15                      | 209 896     |
| Grand Lisbonne          | Grand Lisbonne (Grande Lisboa)                             | 9                       | 2 126 578   |
| Ouest et Vallée du Tage | Ouest (Oeste)                                              | 12                      | 388 396     |
| Ouest et Vallée du Tage | Moyen Tage (Médio Tejo)                                    | 11                      | 216 423     |
| Ouest et Vallée du Tage | Lisière du Tage (Lezíria do Tejo)                          | 11                      | 247 764     |
| Péninsule de Setúbal    | Péninsule de Setúbal (Península de Setúbal)                | 9                       | 834 599     |
| Alentejo                | Alentejo littoral (Alentejo Litoral)                       | 5                       | 101 388     |
| Alentejo                | Bas Alentejo (Baixo Alentejo)                              | 13                      | 115 757     |
| Alentejo                | Haut Alentejo (Alto Alentejo)                              | 15                      | 104 081     |
| Alentejo                | Alentejo central (Alentejo Central)                        | 14                      | 153 475     |
| Algarve                 | Algarve (Algarve)                                          | 16                      | 484 122     |
| Açores                  | Açores (Região Autónoma dos Açores)                        | 19                      | 241 025     |
| Madère                  | Madère (Região Autónoma da Madeira)                        | 11                      | 256 622     |

## Historique

Evolution des régions et sous-régions du Portugal depuis 1986
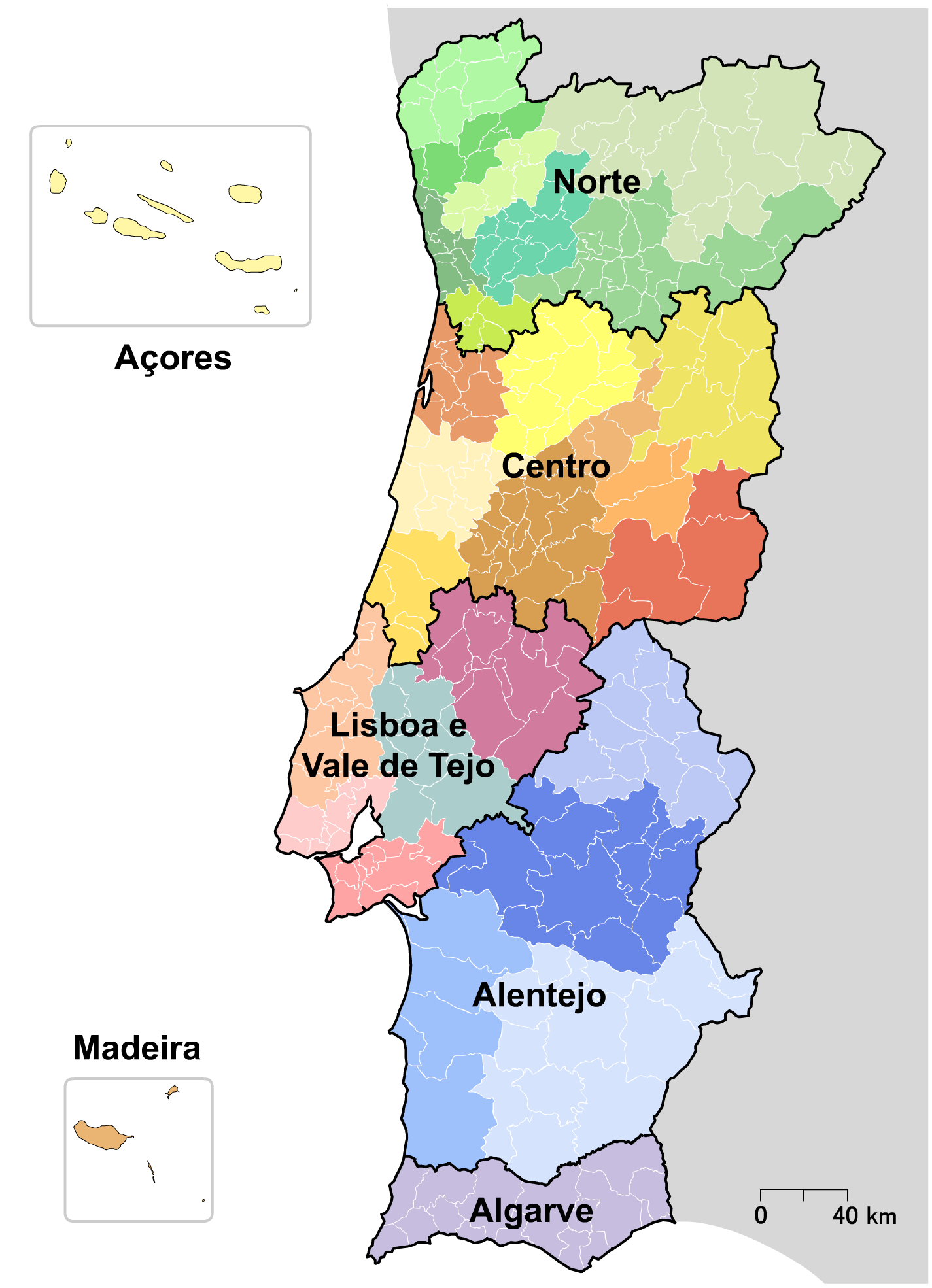
1986
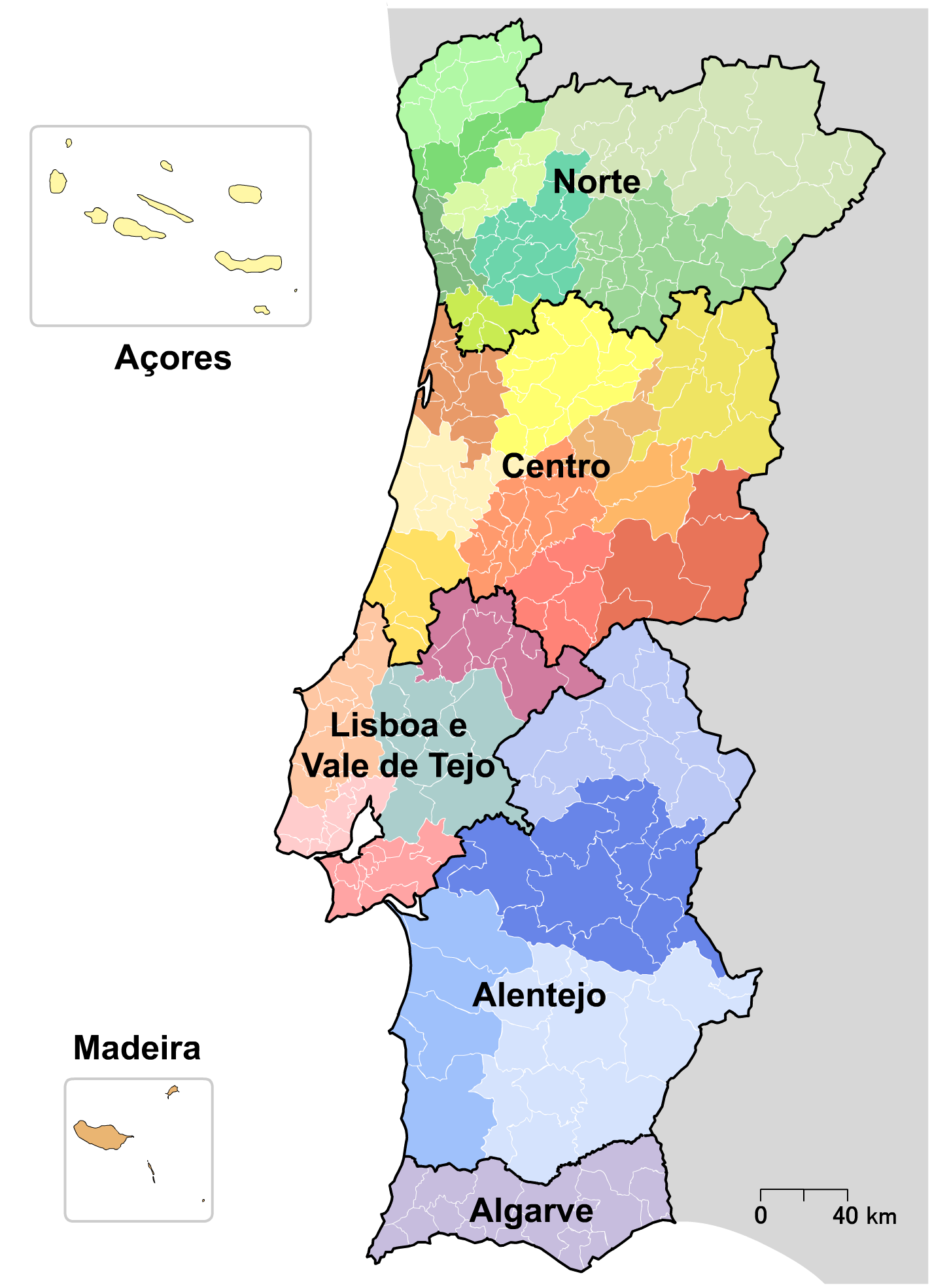
1989
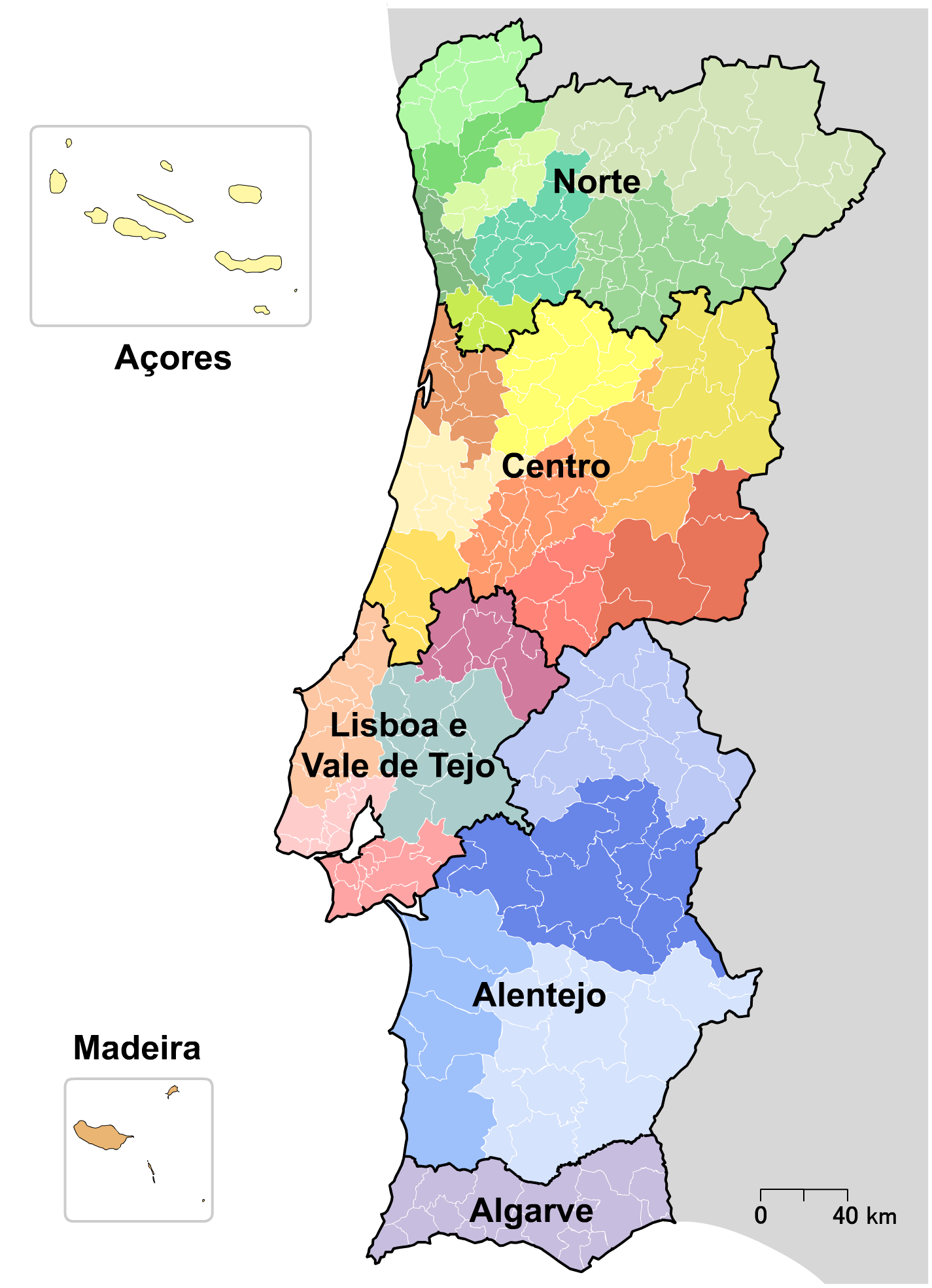
1999
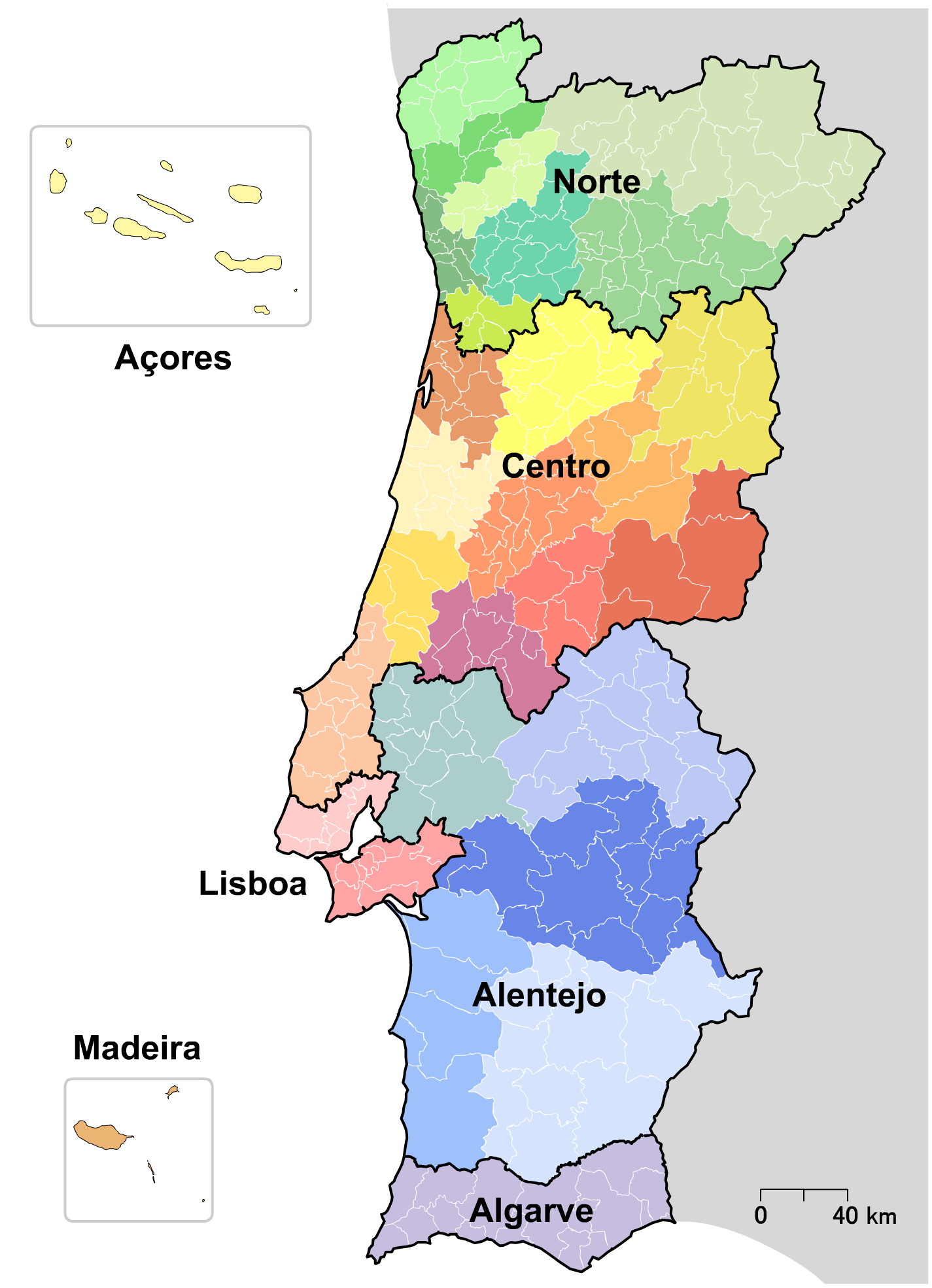
2002
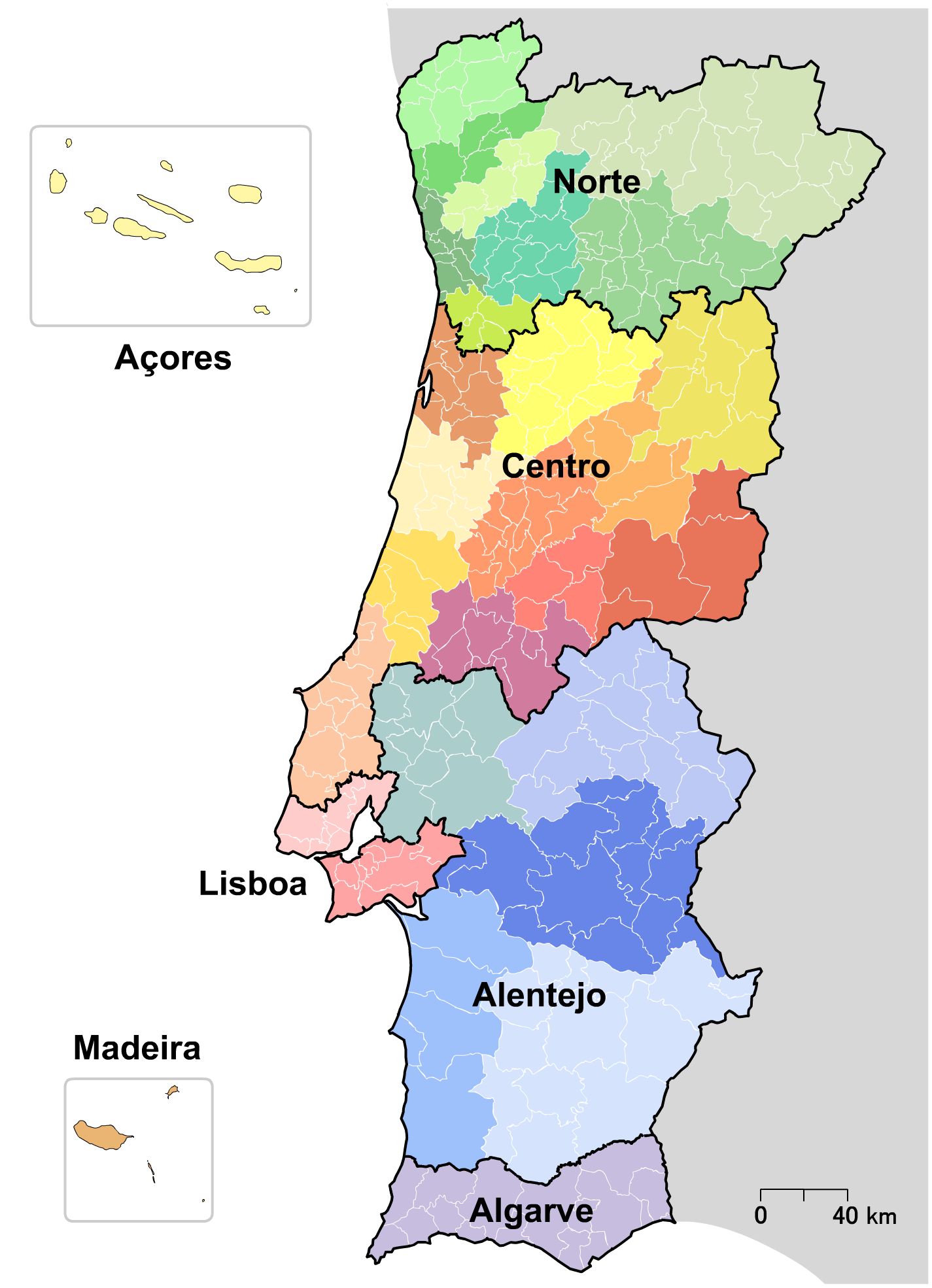
2010
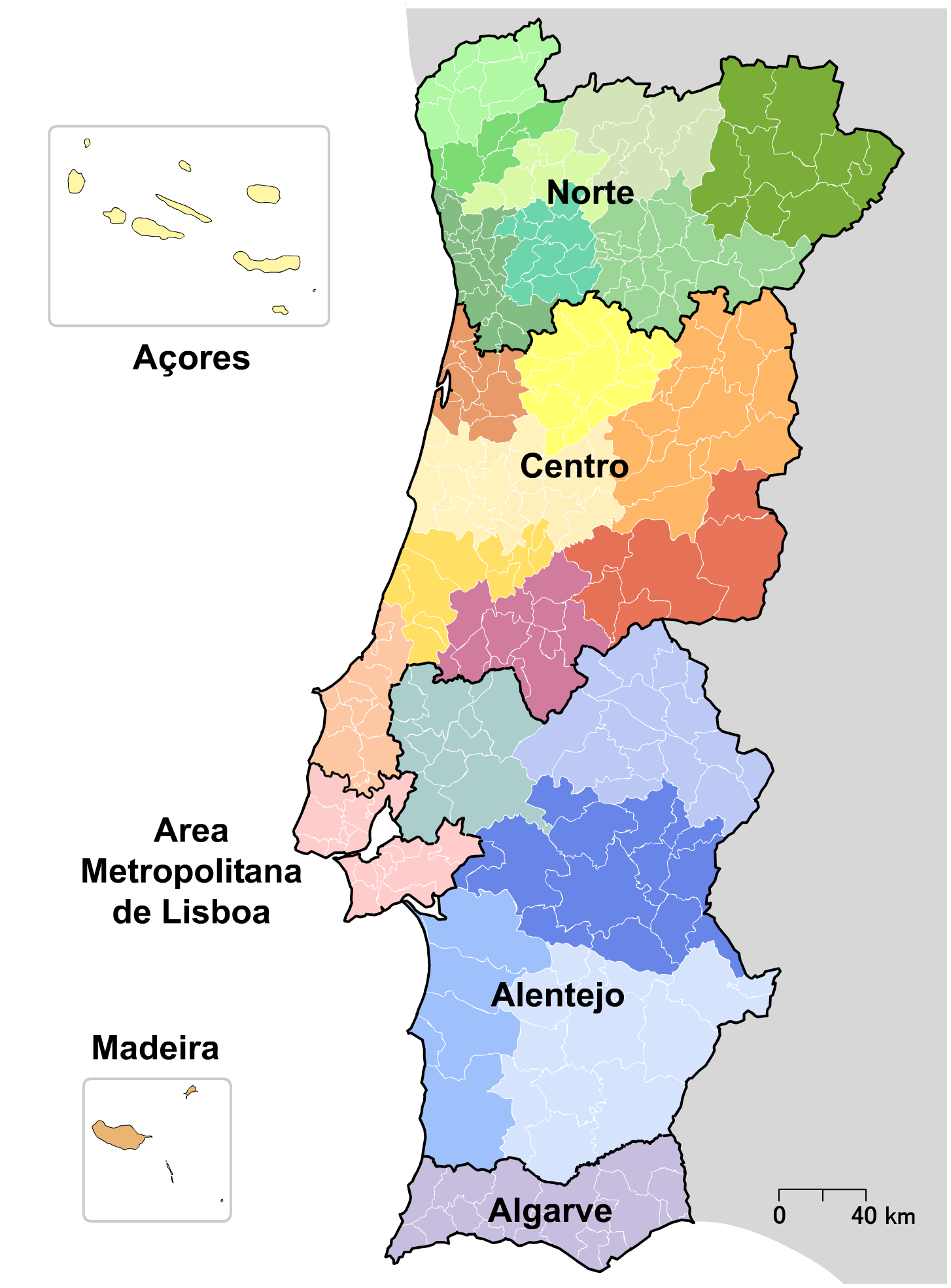
2013
2024

### Liste de 2002

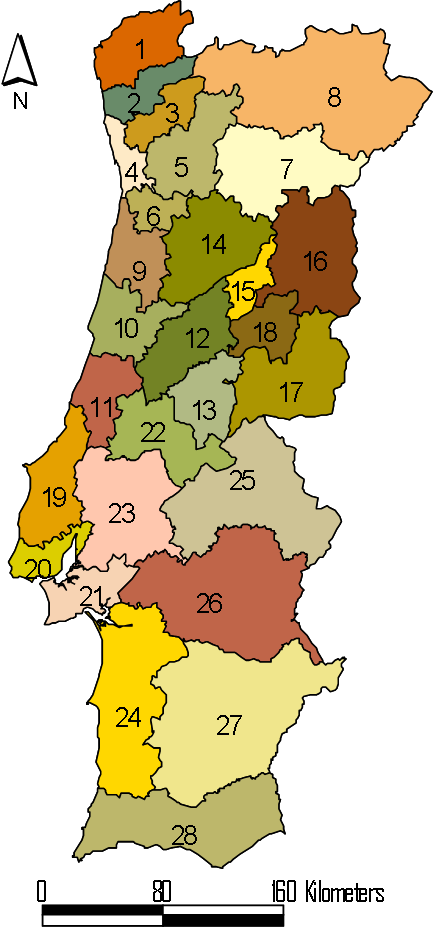
Carte des sous-régions du Portugal de 2001 à 2013.

Le décret-loi no 244-2001 du 8 septembre divise le Portugal en 30 sous-régions.
| Région   | Sous-région                                   | no sur carte | Nombre de municipalités | Pop. (2001) | Pop. (2011) |
| -------- | --------------------------------------------- | ------------ | ----------------------- | ----------- | ----------- |
| Nord     | Minho-Lima (Minho-Lima)                       | 1            | 10                      | 250 275     | 244 836     |
| Nord     | Cávado (Cávado)                               | 2            | 6                       | 393 063     | 410 169     |
| Nord     | Ave (Ave)                                     | 3            | 8                       | 509 968     | 511 737     |
| Nord     | Grand Porto (Grande Porto)                    | 4            | 9                       | 1 260 680   | 1 287 282   |
| Nord     | Tâmega (Tâmega)                               | 5            | 15                      | 551 309     | 550 516     |
| Nord     | Entre Douro et Vouga (Entre–Douro-e-Vouga)    | 6            | 5                       | 276 812     | 274 859     |
| Nord     | Douro (Douro)                                 | 7            | 19                      | 221 853     | 205 902     |
| Nord     | Haut Trás-os-Montes (Alto Trás-os-Montes)     | 8            | 14                      | 223 333     | 204 381     |
| Centre   | Basse Vouga (Baixo Vouga)                     | 9            | 12                      | 385 724     | 390 822     |
| Centre   | Bas Mondego (Baixo Mondego)                   | 10           | 8                       | 340 309     | 332 326     |
| Centre   | Pinhal littoral (Pinhal Litoral)              | 11           | 5                       | 250 990     | 260 942     |
| Centre   | Pinhal intérieur Nord (Pinhal Interior Norte) | 12           | 14                      | 138 535     | 131 468     |
| Centre   | Pinhal intérieur Sud (Pinhal Interior Sul)    | 13           | 5                       | 44 803      | 40 705      |
| Centre   | Dão-Lafões (Dão-Lafões)                       | 14           | 15                      | 286 313     | 277 240     |
| Centre   | Serra da Estrela (Serra da Estrela)           | 15           | 3                       | 49 895      | 43 737      |
| Centre   | Beira intérieure Nord (Beira Interior Norte)  | 16           | 9                       | 115 325     | 104 417     |
| Centre   | Beira intérieure Sud (Beira Interior Sul)     | 17           | 4                       | 78 123      | 75 028      |
| Centre   | Cova da Beira (Cova da Beira)                 | 18           | 3                       | 93 579      | 87 869      |
| Centre   | Ouest (Oeste)                                 | 19           | 12                      | 338 711     | 362 540     |
| Centre   | Moyen Tage (Médio Tejo)                       | 22           | 10                      | 226 090     | 220 661     |
| Lisbonne | Grand Lisbonne (Grande Lisboa)                | 20           | 9                       | 1 947 261   | 2 042 477   |
| Lisbonne | Péninsule de Setúbal (Península de Setúbal)   | 21           | 9                       | 714 589     | 779 399     |
| Alentejo | Lisière du Tage (Lezíria do Tejo)             | 23           | 11                      | 240 832     | 247 453     |
| Alentejo | Alentejo littoral (Alentejo Litoral)          | 24           | 5                       | 99 976      | 97 925      |
| Alentejo | Haut Alentejo (Alto Alentejo)                 | 25           | 15                      | 127 026     | 118 410     |
| Alentejo | Alentejo central (Alentejo Central)           | 26           | 14                      | 173 646     | 166 822     |
| Alentejo | Bas Alentejo (Baixo Alentejo)                 | 27           | 13                      | 135 105     | 126 692     |
| Algarve  | Algarve (Algarve)                             | 28           | 16                      | 395 218     | 451 006     |
| Açores   | Açores (Região Autónoma dos Açores)           | -            | 19                      | 241 763     | 246 772     |
| Madère   | Madère (Região Autónoma da Madeira)           | -            | 11                      | 245 011     | 267 785     |

### Liste de 2013

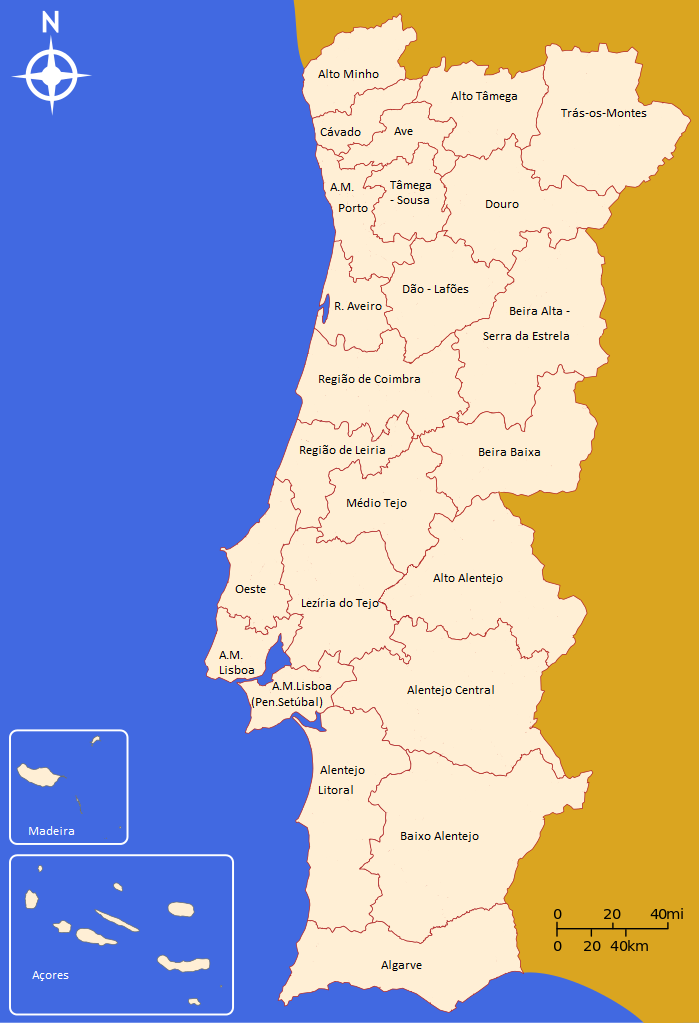
Carte des sous-régions du Portugal de 2013 à 2023.

Alors que les NUTS3 doivent comprendre entre 150 000 et 800 000 habitants, le recensement de 2011 montre que 11 des 30 sous-régions portugaises ne respectent pas ce critère. Dans un contexte de réforme de l'organisation territoriale, la loi no 75/2013 du 12 septembre 2023 créée des « entités intermunicipales » (en portugais : Entidades Intermunicipais ou EIM), des associations de municipalités appelées « aires métropolitaines » (áreas metropolitanas) ou « communauté intermunicipales » (comunidades intermunicipais). Ces nouvelles entités sont utilisées comme sous-régions, dont le nombre passe de 30 à 25.
| Région   | Sous-région                                                | Nombre de municipalités | Pop. (2011) | Pop. (2021) |
| -------- | ---------------------------------------------------------- | ----------------------- | ----------- | ----------- |
| Nord     | Haut Minho (Alto Minho)                                    | 10                      | 244 836     | 231 266     |
| Nord     | Cávado (Cávado)                                            | 6                       | 410 169     | 416 605     |
| Nord     | Ave (Ave)                                                  | 8                       | 425 411     | 418 455     |
| Nord     | Aire métropolitaine de Porto (Área Metropolitana do Porto) | 17                      | 1 759 524   | 1 736 228   |
| Nord     | Haut Tâmega (Alto Tâmega)                                  | 6                       | 94 143      | 84 248      |
| Nord     | Tâmega et Sousa (Tâmega e Sousa)                           | 11                      | 432 915     | 408 637     |
| Nord     | Douro (Douro)                                              | 19                      | 205 157     | 183 875     |
| Nord     | Terras de Trás-os-Montes (Terras de Trás-os-Montes)        | 9                       | 117 527     | 107 272     |
| Centre   | Ouest (Oeste)                                              | 12                      | 362 540     | 363 511     |
| Centre   | Région d'Aveiro (Região de Aveiro)                         | 11                      | 370 394     | 367 403     |
| Centre   | Région de Coimbra (Região de Coimbra)                      | 19                      | 460 139     | 436 862     |
| Centre   | Région de Leiria (Região de Leiria)                        | 10                      | 294 632     | 286 752     |
| Centre   | Viseu Dão Lafões (Viseu Dão Lafões)                        | 14                      | 267 633     | 252 777     |
| Centre   | Beira Baixa (Beira Baixa)                                  | 6                       | 89 063      | 80 751      |
| Centre   | Moyen Tage (Médio Tejo)                                    | 13                      | 247 331     | 228 581     |
| Centre   | Beiras et Serra da Estrela (Beiras e Serra da Estrela)     | 15                      | 236 023     | 210 602     |
| Lisbonne | Aire métropolitaine de Lisbonne                            | 18                      | 2 821 876   | 2 870 208   |
| Alentejo | Alentejo littoral (Alentejo Litoral)                       | 5                       | 97 925      | 96 442      |
| Alentejo | Bas Alentejo (Baixo Alentejo)                              | 13                      | 126 692     | 114 863     |
| Alentejo | Lisière du Tage (Lezíria do Tejo)                          | 11                      | 247 453     | 235 861     |
| Alentejo | Haut Alentejo (Alto Alentejo)                              | 15                      | 118 506     | 104 923     |
| Alentejo | Alentejo central (Alentejo Central)                        | 14                      | 166 726     | 152 444     |
| Algarve  | Algarve (Algarve)                                          | 16                      | 451 006     | 467 343     |
| Açores   | Açores (Região Autónoma dos Açores)                        | 19                      | 246 772     | 236 413     |
| Madère   | Madère (Região Autónoma da Madeira)                        | 11                      | 267 785     | 250 744     |